# Óscar Jiménez (calciatore 1988)
Óscar Francisco Jiménez Fabela, noto semplicemente come Óscar Jiménez (Chihuahua, 12 ottobre 1988), è un calciatore messicano, portiere del León in prestito dall'América.

## Carriera
Cresciuto nel settore giovanile dell'Indios, ha collezionato 22 presenze fra il 2008 ed il 2010 prima di essere ceduto al Lobos BUAP. Con il club di Puebla de Zaragoza ha trascorso tre stagioni in Liga de Ascenso giocando 45 presenze per poi passare al Chiapas, in Primera División. Resta con i Jaguares per quattro stagioni, al termine delle quali viene acquistato dall'América.